# IFRD1
 Связывающий интерферон регулятор развития 1  — белок, кодируемый у человека геном  IFRD1 . Этот ген экспрессируется в основном в нейтрофилах, скелетных и сердечной мышцах, головном мозге, поджелудочной железе. У крыс и мышей гомологи этих генов (и их белков), известны также под именами PC4 и Tis21, соответственно. IFRD1 является членом семейства генов, содержащего второй ген, IFRD2, известный также как SKmc15.

## Клиническое значение
IFRD1 был идентифицирован как ген модификатор для заболевания легких типа кистозный фиброз.

## Индукция мышечной регенерации
IFRD1 (также известный как ПК4 или Tis7, см. выше) участвует в процессе дифференцировки скелетных мышечных клеток. На самом деле, ингибирование функции IFRD1 миобластов С2С12, предотвращает их морфологическую и биохимическую дифференциацию путём ингибирования экспрессии MyoD и миогенина, мастер-ключа генов развития мышц. В естественных условиях наблюдается также роль IFRD1 в мышечной дифференцировке. Мышцы мышей, лишенных IFRD1, показывают снижение белка, уровня мРНК, MyoD миогенина и задержки регенерации после мышечного повреждения у молодых мышей.
Недавно было выявлено, что позитивная регуляция IFRD1 в естественных условиях в травмированной мышце усиливает её регенерацию за счет увеличения производства тычиночных мышечных клеток (клеток-сателлитов). Основной молекулярный механизм лежит в способности IFRD1 сотрудничать с MyoD в индукции транскрипционной активности MEF2C. Это зависит от способности IFRD1 избирательно связываться с MEF2C, препятствуя таким образом его взаимодействие с HDAC4. Таким образом, IFRD1, по-видимому, действует в качестве положительного кофактора MyoD. В последнее время было выявлено, что IFRD1 потенцирует регенерацию мышц с помощью второго механизма, усиливающего MyoD, то есть подавляя транскрипционную активность NF-kB, который, как известно, ингибирует накопление MyoD в мРНК. IFRD1 подавляет активность NF-kB р65 за счет повышения HDAC-опосредованного деацетилирования субъединицы р65, отдавая предпочтение рекрутированию HDAC3 для p65. На самом деле IFRD1 формирует тримолекулярные комплексы с р65 и HDAC3.
Таким образом, IFRD1 может вызвать регенерацию мышц, выступая в качестве ключевого регулятора MyoD путём нескольких механизмов. Учитывая резкое снижение миогенных клеток, происходящих при дегенеративных мышечных заболеваниях, таких как дистрофия Дюшенна (англ. Duchenne dystrophy), способность IFRD1 потенцировать процесс регенерации предполагает, что IFRD1 может быть целью терапии.

## Взаимодействия
IFRD1, как было выявлено, взаимодействует с несколькими белками комплекса SIN3, включая SIN3B, SAP30, NCOR1 и HDAC1.
Кроме того, белок IFRD1 связывается с MyoD, Mef2c, HDAC4, HDAC3 и субъединицы р65 фактора NF-kB, образуя тримолекулярные комплексы с HDAC3 и белками p65 фактора NF-kB. Белок IFRD1 также образует гомодимеры.